# Gabinete Ferry I
O Gabinete Ferry I foi o ministério formado por Jules Ferry em 23 de setembro de 1880 e dissolvido em 10 de novembro de 1881. Foi o 15º gabinete da Terceira República Francesa, sendo antecedido pelo Gabinete Freycinet I e sucedido pelo Gabinete Gambetta.

## Contexto
Jules Ferry manteve a maioria dos ministros anteriores, em particular os ministros que precipitaram a queda do gabinete anterior. Contudo, as eleições legislativas de 1881 colocaram a "União Republicana" de Léon Gambetta à frente dos partidos vencedores. Além disso, uma intervenção armada francesa na Tunísia acabou por desgastar o governo.
Em novembro de 1881, Jules Ferry apresentou a renúncia do gabinete ao Presidente da República, Jules Grévy, que pouco depois nomearia Gambetta como o novo Presidente do Conselho de Ministros.

## Composição

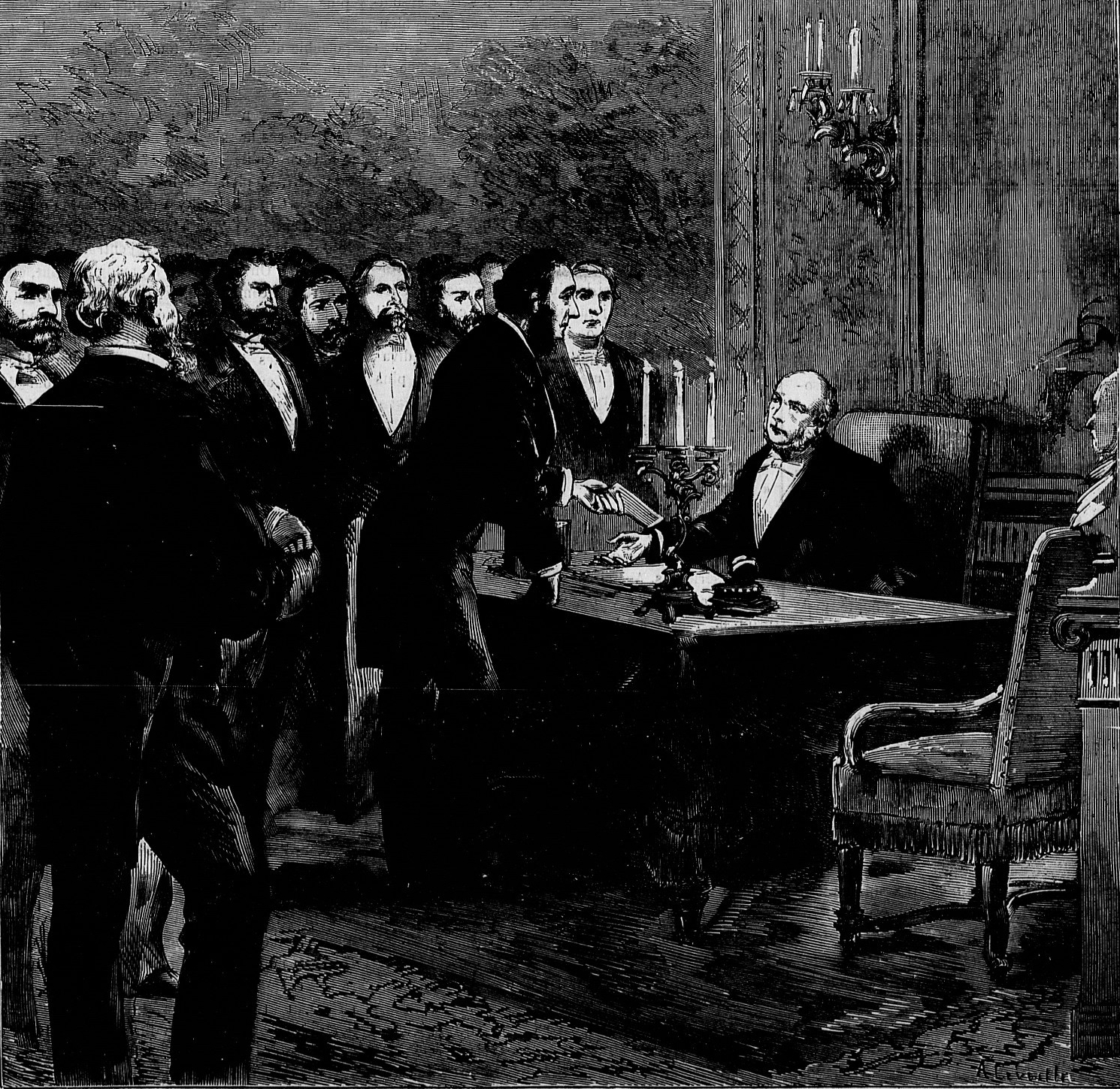
O 1º Gabinete Ferry em ilustração de 1880.

- Presidente da República: Jules Grévy
- Presidente do Conselho de Ministros: Jules Ferry
- Ministro dos Estrangeiros: Jules Barthélemy-Saint-Hilaire
- Ministro da Justiça: Jules Cazot
- Ministro do Interior e Cultos:  Ernest Constans
- Ministro da Guerra: Jean-Joseph Farre
- Ministro das Finanças: Joseph Magnin
- Ministro da Marinha e das Colônias: Georges Cloué
- Ministro da Instrução Pública e Belas Artes: Jules Ferry
- Ministro das Obras Públicas: Sadi Carnot
- Ministro da Agricultura e do Comércio: Pierre Tirard
- Ministro dos Correios e Telégrafos: Adolphe Cochery

## Realizações
- Continuidade da reforma escolar, introduzindo o secularismo, a educação obrigatória e o Ensino Primário gratuito;
- Intervenção de uma força expedicionária francesa na Tunísia, estabelecendo um protetorado na região;[3]
- Estruturação do arcabouço jurídico dos povos nativos da Argélia;
- Aprovação de uma nova lei sobre liberdade de imprensa.[4]